# Provincia de Canta
La provincia de Canta es una de las diez que conforman el departamento de Lima, en la zona centroccidental de la sierra del Perú. Se encuentra bajo la administración del Gobierno regional de Lima. Limita por el norte con la provincia de Huaral, por el este con la provincia de Yauli en el departamento de Junín, por el sur con la provincia de Huarochirí y por el oeste con la provincia de Lima.
Dentro de la división eclesiástica de la Iglesia católica del Perú, pertenece a la diócesis de Huacho.

## Historia
En 1535 los españoles llegaron a este valle. Unos años después, todos los indios fueron forzados a dejar sus comunidades originales (denominadas aillus) incluyendo Cantamarca y se trasladaron a la nueva capital: Canta. Esto ocurrió el 8 de diciembre de 1544, con el fin de adoctrinarlos en la religión católica y alejarlos de sus costumbres ancestrales.
Al expedirse el Reglamento Provisional de Huaura (12/2/1821) con el que se inicia la gestión administrativa y política del gobierno independiente dirigido por el libertador José de San Martín nace el Departamento de la Costa y también los partidos —se llamarían provincias a partir de la Constitución de 1823—, entre las cuales figura la provincia de Canta.
En la campaña por la Independencia, sus habitantes prestaron un gran apoyo a la causa libertadora. Por ello, en el año 1839, la ciudad de Canta fue declarada «heroica villa». Por colaborar con la independencia en la batalla de Quillapata, el ya conocido combate de Sángrar, de un 26 de junio de 1881.

## Geografía
Abarca una superficie de 1687,29 km². Ocupa la cuenca alta del río Chillón desde la divisoria de aguas en las alturas de la cordillera de La Viuda hasta el límite con Lima en el distrito de Carabayllo.

## Gastronomía
Canta cuenta con una variedad de platos típicos que son la delicia de sus pobladores y visitantes, siendo uno de los preferidos la trucha a la parrilla.
En Canta recomiendan las truchas en diversas presentaciones y las pachamancas (que resalta en toda festividad y los fines de semana), así como tallarines de perdiz, cuyes, patasca o sopa de mote, sopa canteña y puchero. Los productos lácteos destacan por su calidad: queso, mantequilla, yogur y leche ordeñada tienen bien ganado su prestigio.
Por todas estas razones visite Canta, la primera provincia ecológica y turística del Perú. Y tal como reza su nombre, Canta es un pequeño pedazo del país que encanta y fascina a sus visitantes.

## Clima
| Parámetros climáticos promedio de Canta | Parámetros climáticos promedio de Canta | Parámetros climáticos promedio de Canta | Parámetros climáticos promedio de Canta | Parámetros climáticos promedio de Canta | Parámetros climáticos promedio de Canta | Parámetros climáticos promedio de Canta | Parámetros climáticos promedio de Canta | Parámetros climáticos promedio de Canta | Parámetros climáticos promedio de Canta | Parámetros climáticos promedio de Canta | Parámetros climáticos promedio de Canta | Parámetros climáticos promedio de Canta | Parámetros climáticos promedio de Canta |
| Mes                                     | Ene.                                    | Feb.                                    | Mar.                                    | Abr.                                    | May.                                    | Jun.                                    | Jul.                                    | Ago.                                    | Sep.                                    | Oct.                                    | Nov.                                    | Dic.                                    | Anual                                   |
| --------------------------------------- | --------------------------------------- | --------------------------------------- | --------------------------------------- | --------------------------------------- | --------------------------------------- | --------------------------------------- | --------------------------------------- | --------------------------------------- | --------------------------------------- | --------------------------------------- | --------------------------------------- | --------------------------------------- | --------------------------------------- |
| Temp. máx. media (°C)                   | 18.7                                    | 18.7                                    | 18.4                                    | 18.9                                    | 18.2                                    | 17.7                                    | 17.5                                    | 17.9                                    | 18                                      | 18.3                                    | 18.7                                    | 18.7                                    | 18.3                                    |
| Temp. media (°C)                        | 12.5                                    | 12.8                                    | 12.4                                    | 12.2                                    | 10.8                                    | 9.7                                     | 9.3                                     | 9.9                                     | 10.7                                    | 11.4                                    | 11.7                                    | 11.9                                    | 11.3                                    |
| Temp. mín. media (°C)                   | 6.4                                     | 7                                       | 6.4                                     | 5.5                                     | 3.5                                     | 1.8                                     | 1.2                                     | 1.9                                     | 3.4                                     | 4.5                                     | 4.8                                     | 5.2                                     | 4.3                                     |
| Precipitación total (mm)                | 61                                      | 84                                      | 106                                     | 22                                      | 2                                       | 0                                       | 0                                       | 0                                       | 2                                       | 10                                      | 9                                       | 28                                      | 324                                     |
| Fuente: climate-data.org                |                                         |                                         |                                         |                                         |                                         |                                         |                                         |                                         |                                         |                                         |                                         |                                         |                                         |

## Capital
La capital de esta provincia es la ciudad de Canta.

## División administrativa
La provincia está dividida en siete distritos:
1. Canta
2. Arahuay
3. Huamantanga
4. Huaros
5. Lachaqui
6. San Buenaventura
7. Santa Rosa de Quives

## Población
La provincia tiene una población aproximada de dieciséis mil habitantes.

## Autoridades

### Regionales
- Consejero regional

La actual consejera regional, elegida para el periodo 2023-2026 por el movimiento Patria Joven, es la señora Merle Rita Santos León. 

### Municipales
El actual alcalde, elegido para el periodo 2023-2026 por el movimiento Patria Joven, es el señor Amador Seras Reinoso.

### Policiales
- Comisaría de Canta
  - Comisario: MAY. PNP Alva Flores Juan David

### Religiosas
- Comunidad Misionera de Canta ( Pastora Mercedes Romero)
- Parroquia Inmaculada Concepción[4]
  - Párroco: Pbro. Benjamín Roldán Huari

## Educación

### Instituciones educativas
- Distrito de Canta
```
  *Educación Primaria 
      - IE 21004 
 *Educación Secundaria
     - CN Gabriel Moreno
     - CN Agropecuario
```

## Atractivos turísticos
En esta provincia limeña, se registran múltiples recursos turísticos, donde se practican el turismo religioso, arquitectónico, natural y cultural.
- Petroglifos de Checta
- Santuario Santa Rosa de Quives
- Ciudad Inmaculada Concepción de Canta
- Orajillo-San Miguel
- Catarata de Huacchuspama
- Sitio arqueológico Cantamarca
- Complejo arqueológico Aynas
- Laguna Chuchún
- Nevado de la Viuda

## Festividades
- Semana Santa (fechas variables)
- Ferias Agropecuarias y Gastronómicas en Pariamarca (mayo y julio)
- Cruz de Cantamarca (3 de mayo)
- Día del Campesino (24 junio)
- Conmemoración del Combate de Sangrar (25 y 26 de junio)
- Olimpiadas Deportivas (27 al 29 de julio)
  - Pariamarca
  - Carhua
- La Virgen Natividad y El Niño Mariscal Chaperito (2 de septiembre)
- Señor de los Auxilios (10 de septiembre)
- Virgen del Carmen Ponchocita (12 de septiembre)
- Octava de la Virgen del Carmen (17 de septiembre)
- San Miguel Arcángel de Carhua (28 y 29 de septiembre)
- Octava de San Miguel Arcángel de Carhua (3 y 4 de octubre)

## Ligas de fútbol en Canta
Liga Provincial de Canta
- Liga Distrital de Canta
- Liga Distrital de La Chaqui
- Liga Distrital de Santa Rosa de Quives
- Liga Distrital de Huaros